# خريطة جيولوجية

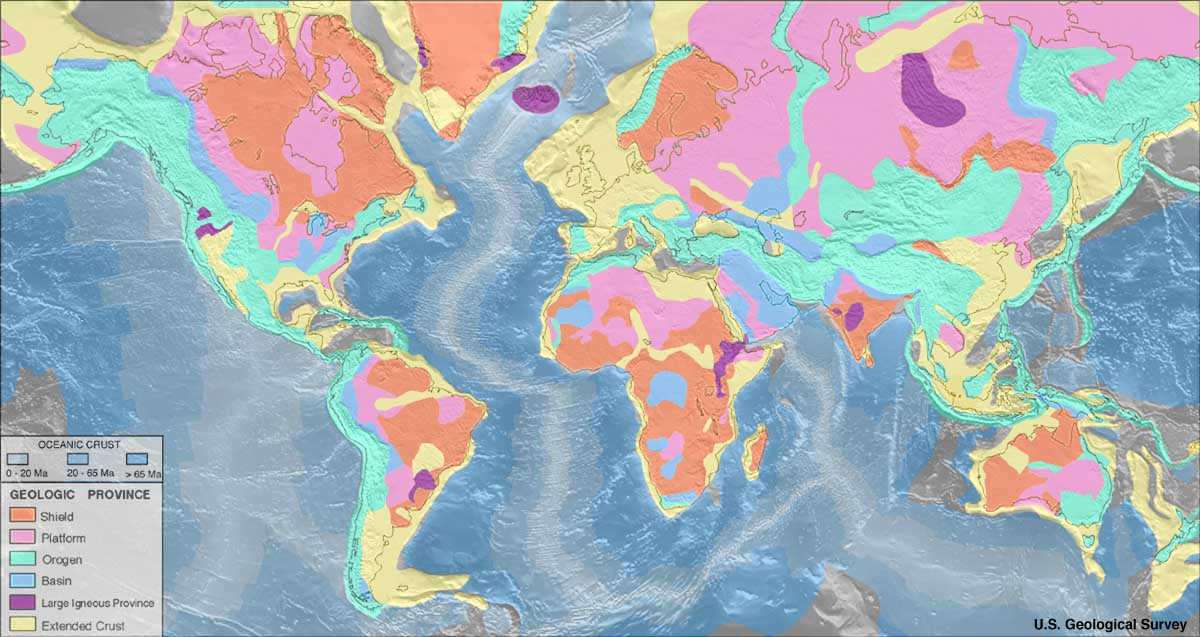
المحافظات الجيولوجية العامة المخططة

الخريطة الجيولوجية أو خريطة الجيولوجيا عبارة عن خريطة ذات غرض خاص يتم عملها لإظهار السمات الجيولوجية.
ويتم إظهار الوحدات الصخرية أو الطبقات الأرضية الجيولوجية حسب اللون أو الرموز للإشارة إلى مكان انكشافها على السطح. ويتم إظهار مستويات الحشو والسمات الهيكلية مثل الفوالق والطيات والتورق ومجموعات الخطوط باستخدام رموز الخطوط والمنحدرات أو الاتجاه والانغماس التي تعطي لهذه السمات اتجاهات ثلاثية الأبعاد.
يمكن استخدام خطوط الكنتور لعلم وصف طبقات الأرض لتوضيح سطح طبقة محددة توضح باطن الاتجاهات الطبوغرافية للطبقات. تفصل خريطة خط تساوي العمق التنوعات في سمك الوحدات الطبقية. ولا يكون من الممكن بصفة دائمة عرض ذلك بشكل صحيح عندما تكون الطبقات متصدعة أو مختلطة أو غير متسقة بشدة أو عندما لا تكون منتظمة بصورة أخرى.
الخريطة الجيولوجية
يوجد عن نوعين من الخرايط المرتبطه بالطبقات

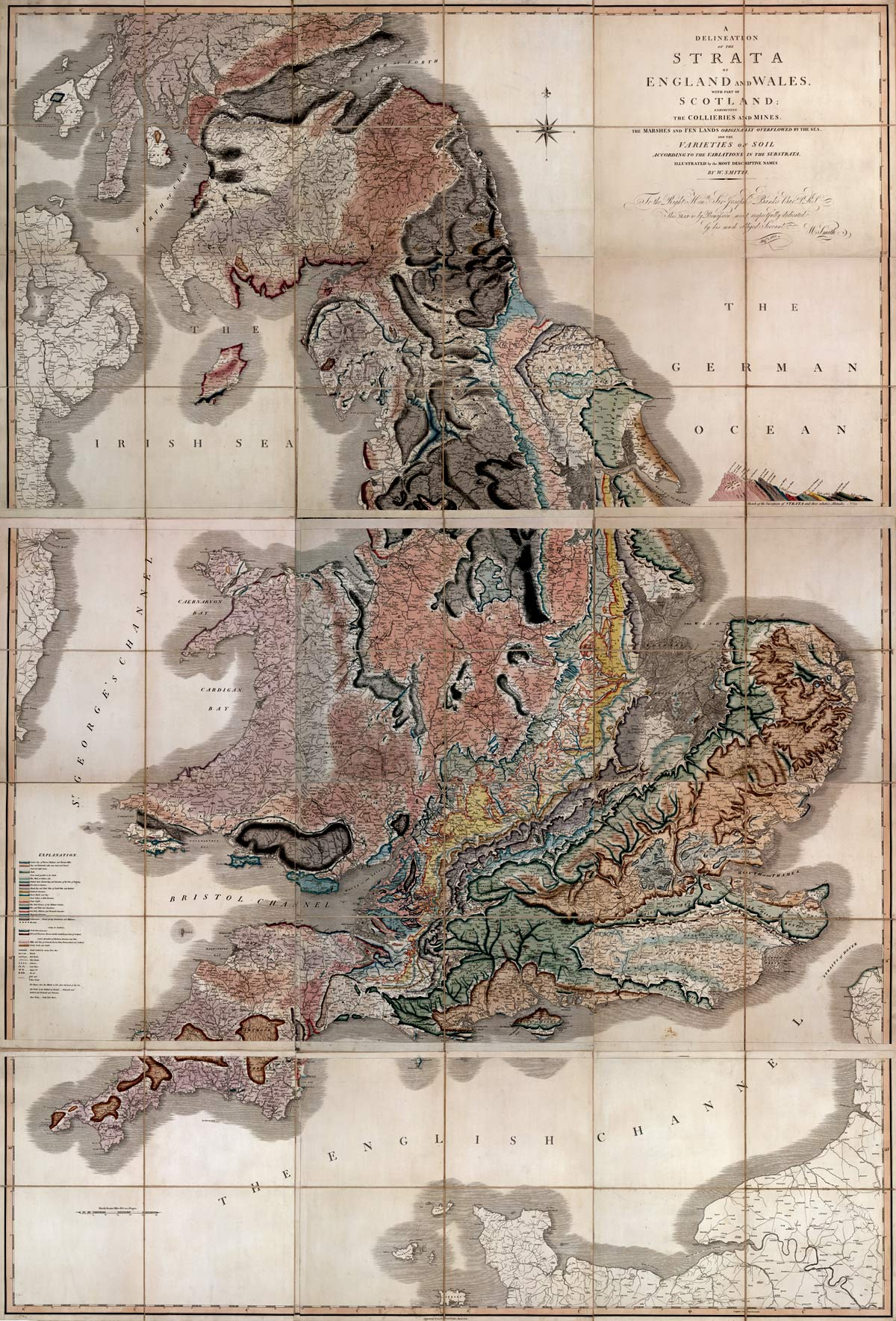
وليام سميث

1-الطبقات الافقيه

2-الطبقات المائله 

## الرموز

### المكونات الصخرية
يتم إظهار الوحدات الصخرية بشكل نموذجي باستخدام الألوان. وبدلاً من الألوان (أو بالإضافة إليها)، يمكن استخدام رموز محددة. وتضع وكالات وسلطات الخرائط الجيولوجية المختلفة معايير مختلفة للألوان والرموز التي يتم استخدامها للصخور ذات الأنواع والأعمار المختلفة.

### الاتجاهات

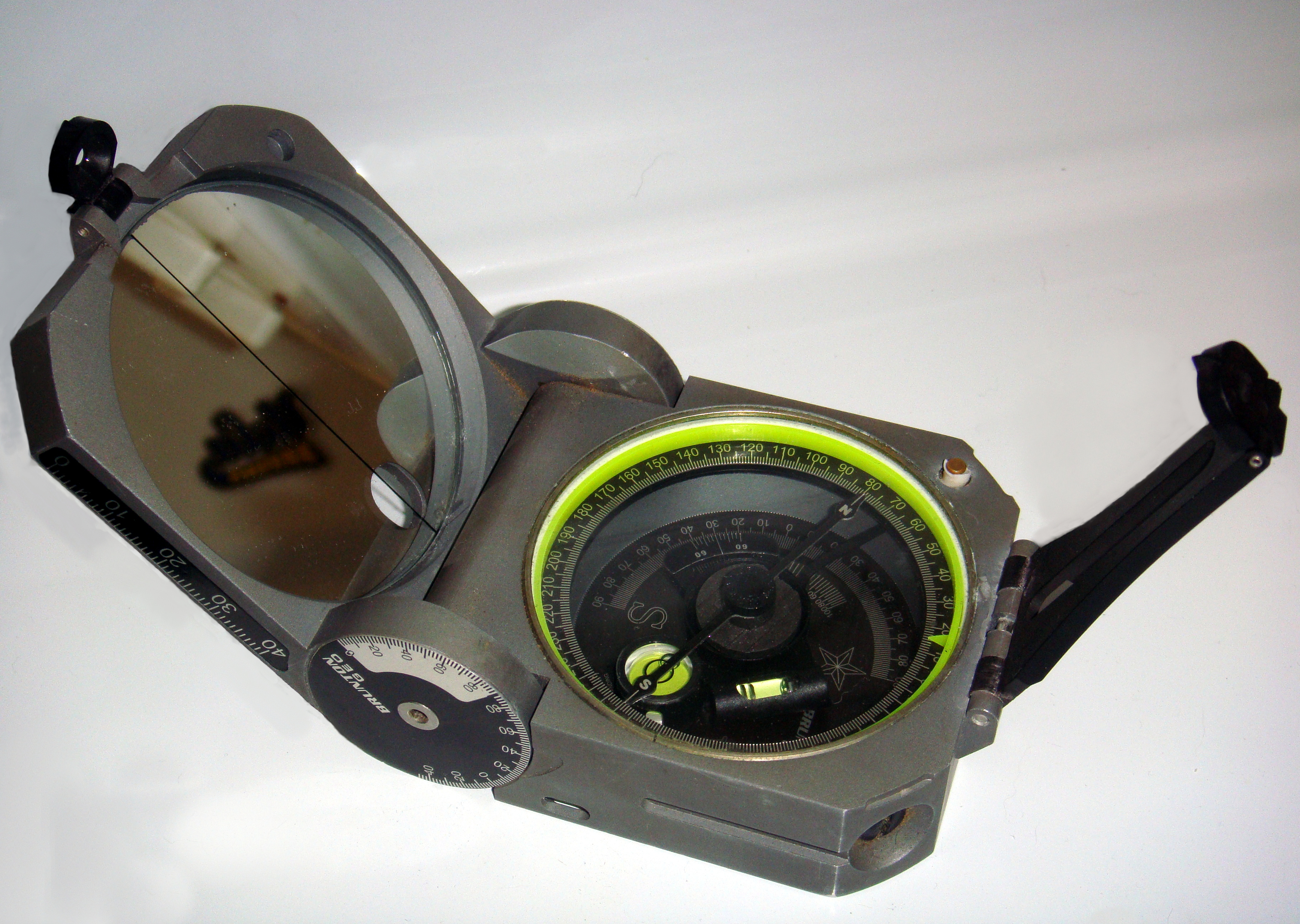
معيار برونتون جيو قياسي، يستخدم من قبل الجيولوجيين

يأخذ الجيولوجيون نوعين رئيسيين من قياسات الاتجاه (باستخدام بوصلة يدوية مثل بوصلة برونتون): وهي اتجاهات المستويات واتجاهات الخطوط. وغالبًا ما يتم قياس اتجاهات المستويات باستخدام «الخطوط» و«المنحدرات»، في حين أن اتجاهات الخطوط غالبًا ما يتم قياسها باستخدام «الاتجاهات» و«الانغماسات».
تتكون رموز الخطوط والمنحدرات من «خط» طويل، يكون متعامدًا مع اتجاه أكبر منحدر في سطح الحشو، بالإضافة إلى خط «منحدر» أقصر على جانب الخط عندما يكون الحشو متجهًا لأسفل. وتكتب الزاوية التي يصنعها الحشو مع الخط الأفقي عبر اتجاه المنحدر بجوار خط المنحدر. وفي النظام السمتي، غالبًا ما تتم الإشارة إلى الخطوط والمنحدرات بالشكل «الخط / المنحدر» (على سبيل المثال: 347/15 للخط إلى الشمال الغربي قليلاً وانحدار بمقدار 15 درجة تحت الخط الأفقي).
يتم استخدام الاتجاهات والانغماس للسمات الخطية، ويتم استخدام رمز السهم المفرد للإشارة إليها على الخريطة. يتم استخدام السهم في الاتجاه السفلي للسمة الخطية («الاتجاه») وفي نهاية السهم، يتم تسجيل عدد الدرجات التي تقع عندها السمة تحت الخط الأفقي («الانغماس»). غالبًا ما تتم الإشارة إلى الاتجاهات والانغماس بالشكل الاتجاه → الانغماس (على سبيل المثال: 34 → 86 للإشارة إلى سمة بزاوية 34 درجة تحت الخط الأفقي بزاوية إلى الشرق من الجنوب الحقيقي مباشرة).

## معلومات تاريخية
أقدم خريطة جيولوجية تم الاحتفاظ بها هي بردية تورين، التي تم عملها حوالي عام 1150 قبل الميلاد لودائع الذهب في مصر.
أول خريطة جيولوجية لبريطانيا العظمى تم عملها على يد ويليام سميث في عام 1815.

## الخرائط وعمل الخرائط في مختلف أرجاء العالم

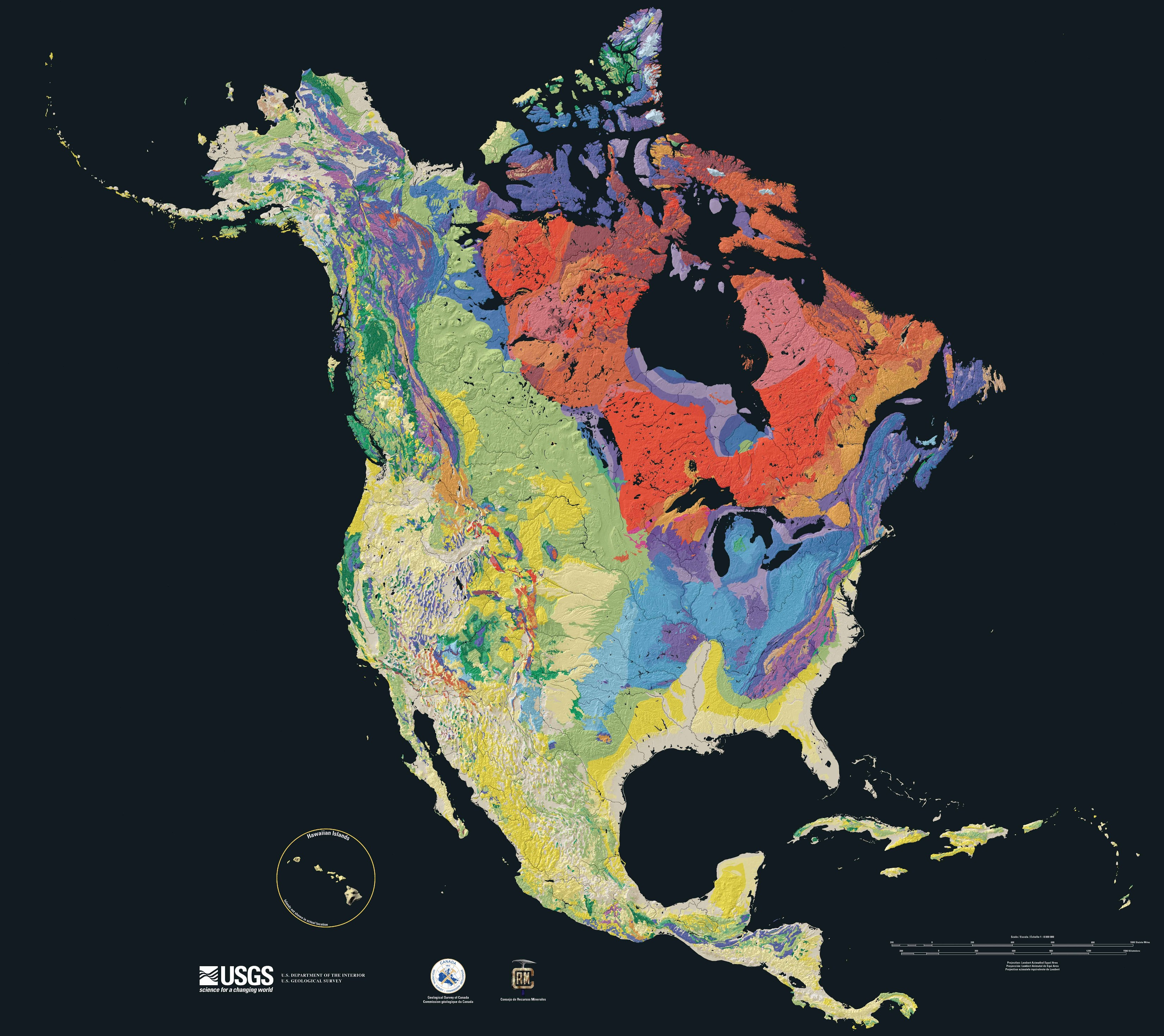
خريطة جيولوجية لأمريكا الشمالية مركبة فوق خريطة إغاثة مظللة

### الولايات المتحدة
راجع: الخريطة الوطنية الأمريكية
في الولايات المتحدة، يتم وضع الخرائط الجيولوجية في الغالب فوق الخرائط الطبوغرافية (وفي بعض الأحيان، فوق أنواع أخرى من الخرائط الأساسية) من خلال إضافة قناع لوني مع رموز حرفية لتمثيل نوع الوحدة الجيولوجية. ويشير القناع اللوني إلى درجة تعرض صخر الأديم الفوري، حتى إذا كان مخفيًا بالتربة أو غير ذلك من الأغطية. تشير كل منطقة لونية إلى وحدة جيولوجية أو إلى تكوين صخري محدد (مع تجميع المزيد من المعلومات، يمكن أن يتم تعريف وحدات جيولوجية جديدة). ومع ذلك، في المناطق التي تعلو فيها صخور الأديم أحمال ضخمة غير مجمعة من رواسب الحرث ورواسب الشرفة والراسب الطفالي، أو غيرها من السمات الهامة، وهي تظهر كبدائل. ويتم تمثيل رموز خطوط الكنتور علم وصف طبقات الأرض وخطوط الفوالق والخطوط والمنحدرات باستخدام رموز متنوعة كما هو موضح من خلال مفتاح الخريطة. وعندما يتم إنتاج الخرائط الطبوغرافية من قبل الماسح الجيولوجي الأمريكي بالاتفاق مع الولايات، يتم غالبًا إنتاج الخرائط الجيولوجية من خلال الولايات المفردة. وتقريبًا، لا توجد موارد خرائط جيولوجية لبعض الولايات، في حين أن بعض الولايات القليلة، مثل كنتاكي، يتم تخطيطه بشكل مكثف.